# Heterothyone ocnoides
Heterothyone ocnoides is een zeekomkommer uit de familie Heterothyonidae.
De wetenschappelijke naam van de soort werd in 1896 gepubliceerd door A. Dendy.